# Videmala
Videmala è un comune spagnolo di 189 abitanti situato nella comunità autonoma di Castiglia e León.